# Eufrozina I. Měškovna
Eufrozina I. Měškovna (narozena nejpozději ke konci 12. století, zemřela 23. nebo 25. května počátkem 13. století) byla dcerou knížete Měška I. Křivonohého a Ludmily

## Život

### Původ
Narodila se nejpozději ke konci 12. století. Jako předposlední z pěti dětí. Byla první ženou z rodu Piastovců, která měla jméno Eufrozina. Důvod, proč dostala toto jméno není historiky zcela doložen. Existuje hypotéza, že dostala jméno podle babičky ze strany matky, z rodu Rurikovců. Pokud by onou babičkou byla Durancie, pak byla pojmenována po její sestře Eufrozině Kyjevské. Po ní byla také pokřtěna dcera Kazimíra I. Opolského, kujavská kněžna Eufrosina Opolská.

### Klášter v Rybniku

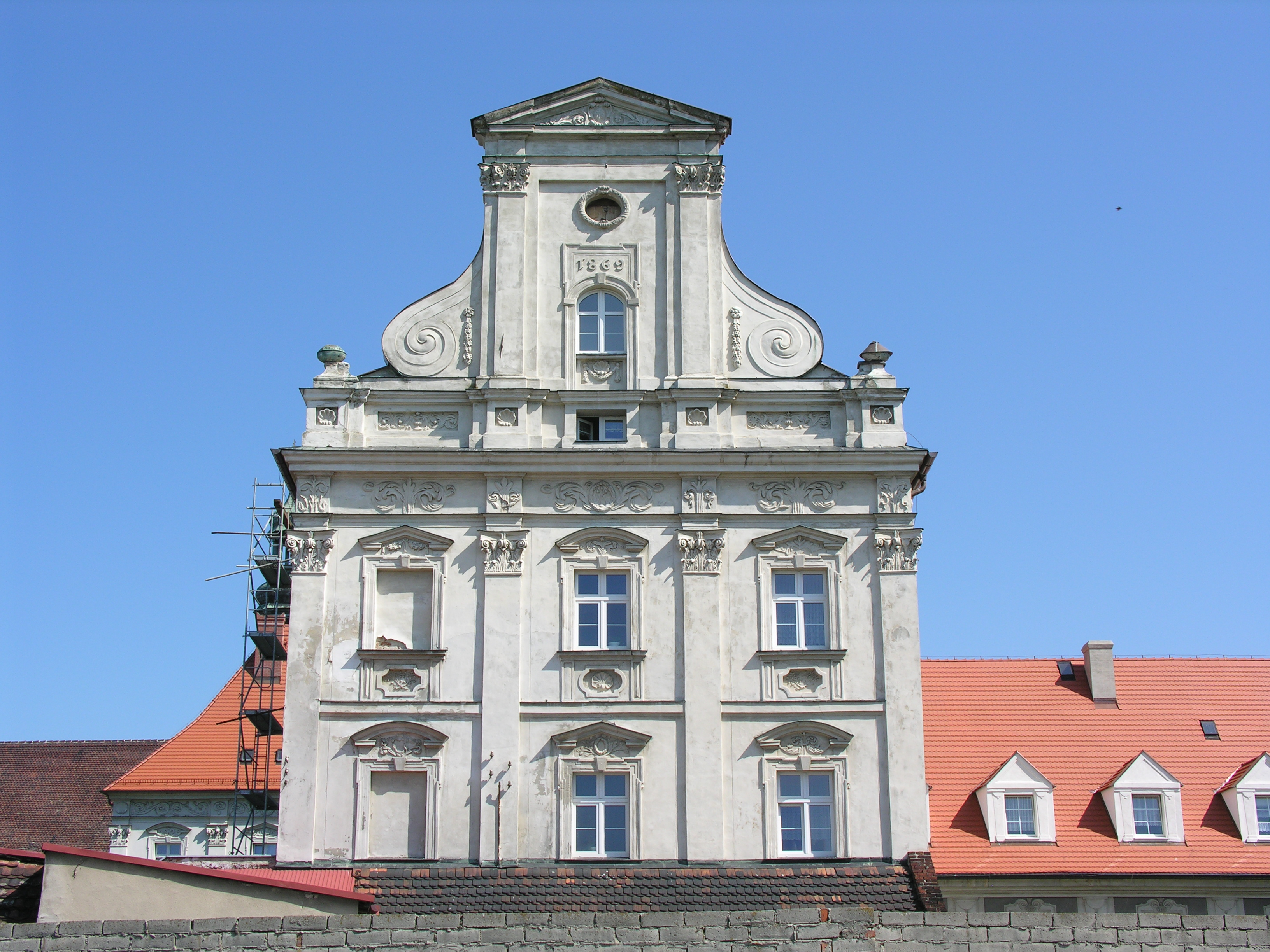
Klášter v Czarnowąsech, fundovaný Měškem I. Křivonohým a jeho manželkou Ludmilou

Jediná informace k dcerám Měška I. a Ludmily je v klášterním nekrologu původního kláštera v Rybniku, později z Czarnowąs. U dnů: 14. leden, 9. květen a 25. květen, kdy byly zapsány informace o smrti tří kněžen: Ludmily, Anežky a Eufroziny.
Ludmila a Anežka byly zapsány jako dědičky kláštera v Rybniku, a to z iniciativy jejich matky Ludmily, v letech 1203 a 1207. Tento klášter byl později přenesen do Czarnowąs.
Eufrozina však není uvedena jako dědička konventu. Je zde pouze zápis u 25. května: "Euphrosina ducissa Mesconis filia.".. Historici připouští, že kněžna nebyla v bližším vztahu k onomu klášteru norbertránek, tedy že již byla dospělou a pobývala mimo konvent.

### Manželství
Podle názoru části badatelů Eufrozina zemřela jako německá hraběnka. Podkladem pro toto tvrzení byl zápis v nekrologu ženského augustiniánského kláštera v Derneburgu, přesněji v obci Holle, v Dolním Sasku. U data 23. květen je zapsáno: "(E)uffrosina polonika et cometissa obiit coma.".
Eufrozina byla pravděpodobně manželkou některého ze saských hrabat. V oné době byli největšími přispívateli kláštera v Derneburgu hrabata Wöltingerodové a Woldenbergové. První uvedený měl v držení vlastní klášter ve městě Wöltingerode. Bylo připouštěno, že manželem Eufroziny byl neznámý hrabě z Woldenbergu.
Podle historiků zemřela Eufrozina mezi 23. a 25. květnem neznámého roku, počátkem 13. století.